# Medou Soprano
Medou Merianđela Soprano (engl. Meadow Mariangela Soprano) je izmišljeni lik u američkoj televizijskoj seriji „Porodica Soprano“ (engl. The Sopranos) koji tumači glumica Džejmi-Lin Sigler. Medou je ćerka šefa najmoćnije mafijške porodice u Nju Džerziju, i glavnog lika serije, Tonija Soprana.

## O liku
Medou Soprano, prvo od dva deteta Tonija i Karmele Soprano, je lepa i pametna učenica srednje škole sa najvišim školskim priznanjima. Međutim, nositi prezime Soprano znači imati dosta drugačiji život nego većina njenih vršnjaka. Ne može mnogo mladih devojaka da kaže im je otac na putovanju, na koje je poveo ćerku radi posete obližnjim koledžima, zadavio bivšeg saradnika.
Ali Medou nema je upoznata sa profesijom svoga oca. Još dok je bila mlađa je zaključila da joj otac nije u biznisu vezanom za otpad a kada joj je on priznao da "deo" njegovih prihoda dolazi iz ilegalnih poslova, ona je cenila njegovu iskrenost. Njen školski drug, čiji otac je bankrotirao zbog kockarskih dugova koje je ima prema Toniju, joj je jednom rekao da je njen otac "gangstersko djubre", na šta mu je ona odgovorila da je položaj njegovog oca samo njegova krivica.
Tokokm godina, veza koju Meodu ima sa Tonijem i Karmelom je bila vrlo zategnuta. Kada je bila u bezi sa studentom mešovite rase, oni to nisu odobravali. Njen sledeći momak, Džeki April Mlađi - sin Tonijevog preminulog prijatelja i šefa, mnogo više je bio po njihovom ukusu. Džeki, koji je bio polaznik u „mafijaškoj školi“, napustio je studiranje i varao Meodu. Ali nakon što je upucan, Medou, koja je bila neutešna, za to je krivila Tonija i način života njihove porodice.
Nakon što se udala, Medou je se pokazal kao pametna devojka kojoj odlično ide i studiranje na Columbia univerzitetu i volontiranje u Pravnom Centru u Južnom Bronksu. Na kraju serije, naizgled oslobođena od DiMeo porodočnog života, Medou je verena za svog dečka Fina DeTriolia, koga njeni roditelji odobravaju, i živi u Kaliforniji.

## Spoljašnje veze
- Porodica Soprano na zvaničnom sajtu televizije HBO (језик: енглески)
- Medou Soprano Архивирано на веб-сајту  (7. јануар 2012) na IMDb (језик: енглески)